# Васильев-Южин, Михаил Иванович
Михаил Иванович Васильев-Южин (29 октября (10 ноября) 1876 — 8 ноября 1937) — заместитель председателя Верховного суда СССР, «старый большевик».

## Биография
Михаил Васильев родился в семье рабочего. После окончания гимназии учился на физико-математическом факультете Московского университета, но за участие и революционном движении в 1899 году был исключён из университета и выслан из Москвы. В 1901 году завершил высшее образование: сдал государственные экзамены и получил университетский диплом. В 1907 году сдал экстерном экзамены и получил диплом юридического факультета Юрьевского университета (за три недели он сдал 17 экзаменов, в том числе 5 государственных).
В 1898 году вступил в РСДРП, большевик, работал в Баку (хозяин явочной квартиры Бакинского комитета РСДРП) и Петербурге. Сотрудничал в газетах «Вперёд» и «Пролетарий».
В 1905 году, находясь в эмиграции, был направлен В. И. Лениным на броненосец «Князь Потёмкин-Таврический», но прибыл в Одессу из Женевы с опозданием, когда восстание было уже подавлено, а сам корабль ушёл в Румынию.
С июля 1905 года член исполнительной комиссии Московского комитета РСДРП, отвечал за общее руководство агитацией и пропагандой и литературную работу. Был членом Исполкома и президиума Московского Совета рабочих депутатов, одним из редакторов легальной большевистской газеты «Вперёд». Как один из тройки во главе Московского комитета партии большевиков вместе с Виргилием Шанцером и Мартыном Лядовым участвовал в подготовке Декабрьского восстания.
В 1907—1917 гг. вёл партийную работу в разных городах Юга России. С марта 1917 года в Саратове. 11 раз подвергался тюремному заключению и дважды был в ссылке.

Михаил Иванович Васильев-Южин

После Февральской революции — заместитель председателя Саратовского Совета рабочих и солдатских депутатов и председатель Саратовского губкома, делегат 6-го съезда РСДРП(б). Вёл активную революционно-пропагандистскую деятельность в Саратовском гарнизоне, который в дни Октябрьской революции стал на сторону Советской власти, руководил вооружённым восстанием в Саратове.
В конце 1917 года избран во Всероссийское учредительное собрание в Саратовском избирательном округе по списку № 10 (большевики).
С января 1919 по январь 1921 года — член коллегии НКВД, один из организаторов советской милиции, в декабре 1918 — апреле 1921 начальник Главного управления милиции НКВД. Летом 1919 года был членом Реввоенсовета 15-й армии, руководил партизанским движением в Псковской губернии.
С апреля 1921 года председатель ревкома в Саратове, руководил подавлением антоновского восстания в Саратовской губернии. С конца 1921 по март 1924 года — помощник прокурора Верховного суда РСФСР.
С 1924 по 1937 гг. являлся заместителем председателя Верховного суда СССР, один из создателей советской юстиции. Председатель Гражданско-судебной коллегии. Преподавал в Московской горной академии, читал курс «Государственный строй». Автор воспоминаний.
Расстрелян 8 ноября 1937 года. Место захоронения — Донское кладбище.

## Сочинения
- Московский Совет Рабочих депутатов в 1905 г. и подготовка им Вооруженного восстания: По личным воспоминаниям. — М., 1925.
- В огне первой революции // Воспоминания о Владимире Ильиче Ленине. — М., 1969. — Т. 2.
- 1917 год в Саратове // За власть Советов: Воспоминания участников революционных событий 1917 г. — Саратов, 1957.
- Октябрьская революция в Саратове // Победа Великой Октябрьской социалистической революции: Сб. воспоминаний. — М., 1958.